# Вулпешень
Вулпешень, Вулпешені (рум. Vulpășeni) — село у повіті Васлуй в Румунії. Входить до складу комуни Бекань.
Село розташоване на відстані 246 км на північний схід від Бухареста, 30 км на південь від Васлуя, 88 км на південь від Ясс, 107 км на північ від Галаца.

## Населення
За даними перепису населення 2002 року у селі проживали 220 осіб, усі — румуни. Усі жителі села рідною мовою назвали румунську.